# Bivouac (jeu vidéo)
Bivouac (en anglais, Final Assault aux États-Unis et Chamonix Challenge en Grande-Bretagne) est un jeu vidéo de sport simulant une expédition d'alpinisme édité par Infogrames et Epyx, sorti en 1987 sur Thomson MO6, Thomson TO8, Amiga et Atari ST, avant d'être adapté sous DOS. Il est cautionné par Éric Escoffier.

## Système de jeu
Bivouac couvre divers aspects de l'alpinisme, de la préparation du sac à dos au choix des voies en passant par la négociation des prises.